# Bell Labs Technical Journal
Bell Labs Technical Journal is een intern wetenschappelijk tijdschrift van Lucent Technologies. Het publiceert artikelen op het gebied van de informatiesystemen, elektrotechniek en telecommunicatie. De naam wordt in literatuurverwijzingen meestal afgekort tot Bell Labs Tech. J. De uitgave wordt namens Lucent verzorgd door John Wiley & Sons. Het tijdschrift verschijnt 4 keer per jaar. Het eerste nummer verscheen in 1996.
De artikelen in het tijdschrift worden over het algemeen geschreven door medewerkers van Lucent Technologies. Zij kunnen artikelen op eigen initiatief indienen nadat de redactie middels een call for papers de gewenste onderwerpen heeft bekendgemaakt. De artikelen worden collegiaal getoetst.